# Riptide
Riptide é uma canção escrita por Emma Anzai, A. Armato, T. James, Shimon Moore, gravada pela banda Sick Puppies. É o quarto single do terceiro álbum de estúdio, lançado a 14 de Julho de 2009, Tri-Polar.

## Videoclipe
O vídeo estreou a 6 de abril de 2011, no Yahoo music. Mostra a banda a tocar em frente de um ecrã de televisão, com imagens chocantes de todo o mundo. No final do vídeo, uma criança desliga a televisão e aparece a frase "Ainda há esperança". Foi realizado por Travis Kopach.

## Desempenho nas paradas musicais
| Parada musical (2011)                       | Posições |
| ------------------------------------------- | -------- |
| Estados Unidos - Hot Mainstream Rock Tracks | 3        |
| Estados Unidos - Alternative Songs          | 14       |
| Estados Unidos - Rock Songs                 | 6        |
| Estados Unidos - Active rock                | 2        |